# Avricus adspersus
Avricus adspersus är en insektsart som först beskrevs av De Lotto 1958.  Avricus adspersus ingår i släktet Avricus och familjen skålsköldlöss. Inga underarter finns listade i Catalogue of Life.